# Comune di Hørsholm
Il comune di Hørsholm è un comune danese situato nella regione di Hovedstaden. Capoluogo e sede amministrativa è la cittadina omonima.
Il territorio comunale si affaccia sull'Øresund.